# Чемпионат мира по снукеру 1930
Чемпионат мира по снукеру 1930 (англ. 1930 World Snooker Championship) — главный турнир в мире снукера, проводившийся в Лондоне (Англия). Победителем турнира стал предыдущий чемпион — Джо Дэвис, выигравший в финале у Тома Денниса со счётом 25:12. Оба участника финала представляли Англию.

## Наивысший брейк
- 79 — Джо Дэвис. Этот брейк стал рекордным за всю историю турнира того времени.

## Результаты
Первый раунд
Матчи из 25 фреймов
 Фред Лоуренс 13:11 Алек Мэнн 
 Нэт Батлер 13:11 Том Ньюмен 
Полуфинал
Матчи из 25 фреймов
 Джо Дэвис 13:2 Фред Лоуренс 
 Том Деннис 13:11 Нэт Батлер 
Финал
Матч из 49 фреймов
 Джо Дэвис 25:12 Том Деннис 